# エニタイムフィットネス
エニタイムフィットネス（英: ANYTIME FITNESS）は、アメリカ合衆国ミネソタ州ウッドベリーに本社を置き、24時間営業のフィットネスクラブチェーンを世界で展開する企業。2002年、アメリカ合衆国のミネアポリスに1号店を開店。その後全世界に展開し、10年後には世界2000店舗を達成。2019年現在、世界7大陸に4000店舗以上を出店している。

## 特徴
エニタイムフィットネスの最大の特徴は24時間年中無休の営業であり、会員はいつでも都合の良い時間にトレーニングを行うことができることである。日本においては近年人手不足によってコンビニエンスストアが営業時間を短縮するなどといった問題が発生しているが、エニタイムフィットネスはコストを省きながら24時間年中無休を継続する方針である。
日本のエニタイムフィットネス支店は、他の国の支店とは異なり、タトゥーに関して厳格なルールがある。メンバーはタトゥーを隠すことでのみジムを利用することが許されている。したがって、首、手、顔など、隠すのが難しい場所にタトゥーがある場合は、加入が認められない可能性がある。
エニタイムフィットネスはマシン特化型を謳っており、プールやスタジオ、スパなどの設備はない。これは体のコンディションを最も効果的に管理調整するにはマシンジムでのトレーニングが最も安全で効果的という考えからである。マシンの台数や種類などは店舗により異なる。個室の更衣室やシャワーは設備されている。シャワーやトイレはアメリカでは男女共用であるが、日本では男女別に設計されている。土足のままでトレーニングが可能な店舗が多い。
料金システムは月会費制となっており、会費は店舗により異なる。全ての店舗はオートロック方式で、会員に専用のセキュリティキーが発行され、キーを入口で通し入場する。そのため、会員以外が店舗に出入りすることはできない。キーがあれば世界各国のエニタイムフィットネスを利用することができる。店舗のトレーナーやスタッフは24時間常駐せず、日中の時間帯でシフト制が組まれ、夜間や早朝は基本的に無人である。これにより人件費を抑え、先述のマシン特化型のシステム然り会費を抑えることに成功している。店舗内には20台以上の防犯カメラが設置されており、死角をつくらない為にロッカーには扉と鍵は付けられていない。また、鍵を付けないのはスタッフ不在中に鍵の紛失などのトラブルを防止することも含まれている。緊急呼出ボタンを設置しており、トラブル時には警備会社の社員が現場へ急行する。
その他、先述の通りプールやスパ、サウナなどを併設しないことで、維持費や水回りの修理費も抑えている。プールがない分監視員を置く必要がなく、店舗面積も狭くなることから、総合型のスポーツジムより配置するスタッフの人員の削減が可能となっている。

## 日本での展開
日本では株式会社Fast Fitness Japan（ファストフィットネスジャパン）がANYTIME FITNESSとフランチャイズ契約を締結し、2010年10月に日本第1号店を東京都調布市に開店した。日本に展開したのは全世界で2,000店舗目前の時期であった。日本国内で初めて24時間営業を取り入れたフィットネスクラブとして知られる。
日本への展開は野村不動産系のフィットネス事業会社を退職した元役員や中堅幹部が関わっており、彼らが集まりFast Fitness Japanを設立し、その後エニタイムフィットネスのマスターフランチャイジーを務めることとなる。2020年12月16日に東京証券取引所マザーズ市場へ上場し、2021年12月27日に東京証券取引所第一部へ市場変更した。2022年3月31日、日本国内に1,000店舗出店を達成した。その後も店舗を増やし続けており、2024年現在国内の全店舗数はアメリカに続き世界第2位となっている。
エニタイムフィットネスのジムのコンセプト（前述）は、当時の日本のフィットネス業界の常識では考えられないもので、アメリカなどでは成功しても日本での成功は難しいとの予想が多かった。そのような状況の中で開業した日本第1号店は、チラシと店舗発信のみの地道な活動のみで開業1年目にして目標を大きく上回る800名超の会員を集めることに成功した。2019年現在も日本国内の会員の約8割から9割が20歳代から40歳代とされているが、大手総合型フィットネスクラブがこれまで定着させることができなかった層を獲得できたのが大きな要因としている。
かつて男女共用のフィットネスジムとしては国内店舗数第1位を誇っていたが、現在はRIZAPグループが2022年7月から展開を開始した『chocoZAP』が国内店舗数第1位となり抜かれている。
店舗展開
店舗はFast Fitness Japanの直営店もあるが、Fast Fitness Japanとのフランチャイズ契約によって運営している店舗が多い。2024年現在約8割の店舗がフランチャイズでの運営となっている。
開業後、人口の多い首都圏を中心に店舗を次々と展開。その後、地方都市などにも店舗を展開していった。首都圏は駅の周辺が主な立地場所であるが、地方ではショッピングセンターやロードサイドの飲食店の2階など、生活圏で人が集まる場所に展開している。2020年4月、高知県に初出店したことにより、全47都道府県に進出した。地方都市でも会員の集客で成果を出しており、2020年9月に開業した山形県酒田市の店舗の開業時の会員は1047人で、この時の世界中のエニタイムフィットネス店舗の中で、開業時の会員数としては2番目を記録した。2021年12月に開業した山口県周南市の店舗は周南市にある徳山病院の敷地内に作られ、Fast Fitness Japan初の試みとして徳山病院と連携し、「地域ヘルスケアプログラム」を提供した。2024年6月10日には千葉県野田市の東京理科大学野田キャンパス内に東京理科大学野田キャンパス店をオープンさせ、初の大学キャンパス内への出店を果たした。同年7月には東北地方に初となる企業施設内への出店を行った。
営業自体は24時間しているが、深夜帯は入居施設の閉館時間の影響で関係者しか利用できない店舗も存在する。2020年8月に開業したエニタイムフィットネス福岡空港店は初となる空港ターミナル内への出店であるが、午後10時に空港が閉館するため午後10時から翌日の午前5時30分までの間は空港従業員しか利用できないシステムとなっている。
2019年現在のデータで日本のフィットネス参加率は3.6％とされ、アメリカの17.4％やスペインの14.6%などの諸国と比較すると低い水準であるとされている。エニタイムフィットネス社は日本での参加率を10％へ引き上げることを目標としている。
AF-Healthier TV
日本のエニタイムフィットネスの多くの店舗のディスプレイにて、デジタルサイネージ「AF-Healthier TV」を放映している。本部事務局からの映像配信や写真、Instagramの投稿内容などを公開している。
オープンフィットネス宣言
2018年10月、国連の持続可能な開発目標（SDGs）を指針とし、社会とのつながりを増やす「オープンフィットネス宣言」を発表。これまでに断水によって入浴ができない住民のためへの店舗のシャワールーム無料開放や、離島への中古トレーニングマシンの寄贈などを行なっている。
新型コロナウイルス感染拡大での影響と対策
エニタイムフィットネスは24時間営業で好きな時に利用ができる年中無休のフィットネスジムであるが、2020年4月から5月にかけて、新型コロナウイルスの感染拡大により自治体からの休業要請を受け、ほとんどの都道府県で店舗の営業を見合わせた。新型コロナウイルス拡大の影響で当時の会員の2割を失ったとされる。感染拡大後はFast Fitness Japan本部が新型コロナウイルスの感染防止策のガイドラインを作成。各店舗は空調設備による空気の入れ替え、マシンとマシンの間に透明のパーテーションを設けるなどの対策を行った上で、会員にも入館時の検温や手指の消毒、施設内でのマスク着用などが義務付けられた。新型コロナウイルス感染拡大前から各自がマシン使用後に備え付けのアルコールのシートで消毒するといったルールがある。新型コロナウイルス感染拡大の影響が直面した2021年3月期決算では、総合型のスポーツクラブに比べ売上高の落ち込みは小さく、営業利益は新型コロナウイルスの流行前を上回っている。新型コロナウイルスの5類移行後もフィットネスジムの競争激化の中でも好調で、2024年3月期の売上高は158億2500万円、純利益は21億2300万円と、過去最高を記録した。
スポーツ推進に関する協定
2022年4月15日、静岡県浜松市と「スポーツ推進に関する協定」を締結した。
2024年7月、奈良県と「包括連携協定」を締結した。
業務提携
2022年6月1日より、お笑い芸人の野田クリスタルが発案のジム『クリスタルジム』と業務提携した。